# Marinka
Marinka je žensko osebno ime.

## Izvor imena
Ime Marinka je lahko izpeljanka na -(in)kaiz imena Marija ali Marina. Glede na to, daje tudi ime Marina možna izpeljanka iz imena Marija, pa je povezava z imenom Marija verjetnejša.

## Različice imena
- ženski različici imena: Marija, Marina
- moška različica imena: Marinko

## Pogostost imena
Po podatkih Statističnega urada Republike Slovenije je bilo na dan 31. decembra 2007 v Sloveniji število ženskih oseb z imenom Marinka: 1.730. Med vsemi ženskimi imeni pa je ime Marinka po pogostosti uporabe uvrščeno na 139. mesto.

## Osebni praznik
Osebe z imenom Marinka lahko godujejo takrat kot Marije ali Marinke.